# Elfora
Elfora est une localité du département de Tiankoura, dans la province du Bougouriba (région du Sud-Ouest) au Burkina Faso. En 2006, cette localité comptait 361 habitants dont 56.2% de femmes.